# Vellaver

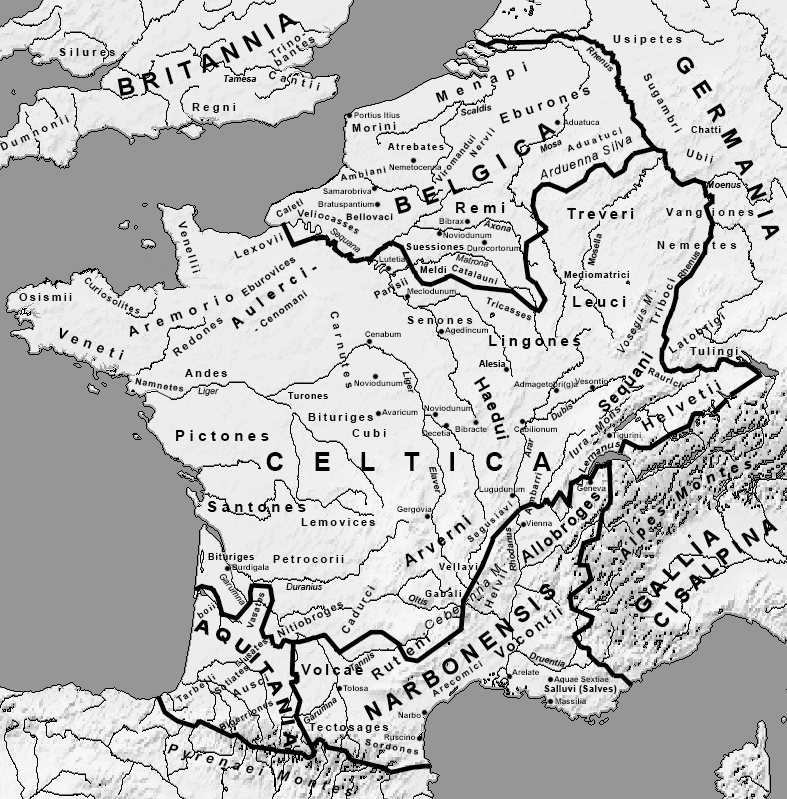
Karte Galliens und der gallischen Stämme

Die Vellaver (lateinisch Vellavi) waren ein kleiner Keltenstamm in der südlich des französischen Zentralmassivs gelegenen Region des Velay.

## Geschichte
In der Mitte des 1. Jahrhunderts v. Chr. waren die Vellaver Teil des gallischen Stammesbündnisses unter Vercingetorix gegen Julius Caesar. Möglicherweise waren sie eine Untergruppe der Catuvellauni; andere Forscher nehmen einen ligurischen Ursprung an, doch ist vieles ungeklärt. Nach der Niederlage gegen Caesar siedelten sie weiter in der Auvergne, doch wurden sie im 4. und beginnenden 5. Jahrhundert von einfallenden germanischen Stämmen unterworfen und allmählich assimiliert.
Hauptstadt ihres Siedlungsgebiets war zunächst Ruessium (heute auf dem Gemeindegebiet von Saint-Paulien); spätestens im 4. Jahrhundert trat Le Puy (Civitas Vellavorum) an seine Stelle.